# 1 2 3 4 بم (مسرحية كويتية)
4,3,2,1،بم هي مسرحية كويتية من تأليف عبد العزيز السريع وإخراج صقر الرشود. عرضت على مسرح كيفان، وشاركت في مهرجان دمشق للفنون المسرحية عام 1972، وعرضت مرة ثانية في بداية إنتاج موسم فرقة مسرح الخليج العربي عام 1979.
المسرحية هي عرض لمشكلة الصراع بين المحافظة على العادات والتقاليد القديمة وبين التغير الاجتماعي ومواكبة الواقع ومعاصرة التقدم والتطور الحضاري.

## الممثلون
من الممثلين المساركين في العمل 
- حياة الفهد
- صقر الرشود
- إبراهيم الصلال
- عبد الرحمن العقل
- خالد العبيد
- محمد السريع
- مريم الغضبان
- علي المفيدي
- زينب الضاحي